# Oh, Canada
Oh, Canada je americké filmové drama z roku 2024, které natočil režisér Paul Schrader podle vlastního scénáře. Je adaptací románu Foregone (2021) spisovatele Russella Bankse (Schrader zadaptoval již jeho román Affliction [1989] do filmu Utrpení [1997]). Název Oh, Canada Schraderovi navrhl sám Banks. Pojednává o umírajícím filmařovi Leonardu Fifemu (Richard Gere, v mládí Jacob Elordi), který v posledním rozhovoru vzpomíná na svůj život. V dalších rolích ve filmu hráli Uma Thurman, Victoria Hill, Michael Imperioli a další. Hudbu složil Matthew Houck, vystupující jako Phosphorescent. Film byl natočen během 17 dnů. Premiéra filmu proběhla 17. května 2024 na 77. ročníku Filmového festivalu v Cannes, v USA měl premiéru 5. října 2024 na Newyorském filmovém festivalu a do amerických kin byl uveden 6. prosince 2024 společností Kino Lorber.